# کرستین گرفریکس
کرستین گرفریکس (زادهٔ ۴ سپتامبر ۱۹۷۹) بازیکن فوتبال اهل کشور آلمان است. وی در پست هافبک و مهاجم برای تیم اف. اف. سی فرانکفورت بازی می‌کند.